# Bernolákova kaple
Bernolákova kaple byla postavena v roce 1722 v barokním slohu v Nových Zámcích. Ačkoli zasvěcena Svaté Trojici, obecně je zvána Bernolákova.
Byla postavena na hřbitově zrušeném roku 1872, nechal ji zbudovat Jakub Škultéty k Boží slávě. Je pokládána za poctu Antonu Bernolákovi, knězi a pedagogovi, který kodifikoval spisovnou slovenštinu. Ačkoli Bernolákův hrob nebyl nikdy nalezen, předpokládá se, že je pohřben nedaleko kaple.
Anton Bernolák přibyl do Nových Zámků 1. června 1797, pracoval zde šestnáct let a kromě povinností faráře spravoval i místní školu. Zemřel v Nových Zámcích v roce 1813. Kaple byla několikrát renovována, naposledy v roce 1977.